# أنطوان سيمون
أنطوان سيمون (بالفرنسية: Antoine Simon) هو ثوري وإسكافي فرنسي، ولد في 21 أكتوبر 1736 في تروا في فرنسا، وتوفي في 28 يوليو 1794 في باريس في فرنسا بسبب مقصلة.